# Хортица
Хо́ртица (укр. Хортиця) — крупнейший остров на Днепре, расположен в черте города Запорожье ниже днепровских порогов (теперь у ДнепроГЭС). Национальный историко-культурный заповедник. Остров вытянут с северо-запада на юго-восток, длина — 12,5 км, ширина — в среднем 2,5 км.
Впервые Хортица упоминается под названием о. Святого Григория в трактате «Об управлении империей» византийского императора Константина VII Багрянородного (составлен в 946—953). Согласно некоторым спискам трактата об «Об управлении Империей» Хортица называлась в то время островом не святого Григория, а святого Георгия.
В 2007 году Хортица названа одним из «Семи чудес Украины».

## Этимология
Существует несколько версий происхождения названия «Хортица». Считается, что остров (летописный Хъртичь остров) получил своё название от соседней реки Хортицы, где существительное на «-ица» от хорт- < хъртъ, то есть «быстрый, скорый». Таким образом, «хортица» — это «быстрица», быстрая вода (гидроним «быстрица» не раз встречается в бассейнах Днепра, Днестра и др. рек Украины).

## Геология
Остров Хортица — часть Украинского кристаллического щита, породы которого образовались в эпоху архея. Возраст гранитов, гнейсов и мигматитов, из которых состоят хортицкие скалы, составляет 2,6 млрд лет (называют также 2,85 млрд лет).
Хортица рассекает русло Днепра на два рукава — Новый и Старый Днепр. Акватория Днепра в районе острова — это небольшой, сохранившийся участок порожистой части реки, существовавшей до строительства плотины ДнепроГЭС выше по течению. Перед о. Хортица пороги заканчивались. Оставшиеся маленькие острова напоминают о крайне сложных условиях плавания по Днепру.
Русло левого рукава Днепра иногда мелело настолько, что с восточной стороны острова подбирались косы, по которым можно было перейти на остров. Маловодными были, например: 1575, 1708 и 1921 года, когда русло левого рукава Днепра стояло почти сухое.
В северной и северо-западной частях острова скалы возвышаются на 40-50 метров. К юго-востоку высота острова постепенно снижается, переходя в подтопленную плавневую часть. Между скальной и плавневой частями поверхность острова изрезана большим количеством живописных балок.
Хортица и прилегающие к ней острова объявлены геологическим заказником «Днепровские пороги».

## Растительный мир
На острове встречаются разнообразные природные зоны: разнотравно-ковыльные степи, дубовые и хвойные леса, пойменные луга. Благодаря особым микроклиматическим условиям, возникшим из-за обилия солнца, пресной воды и сухого воздуха, флора острова существенно отличается от материковой.

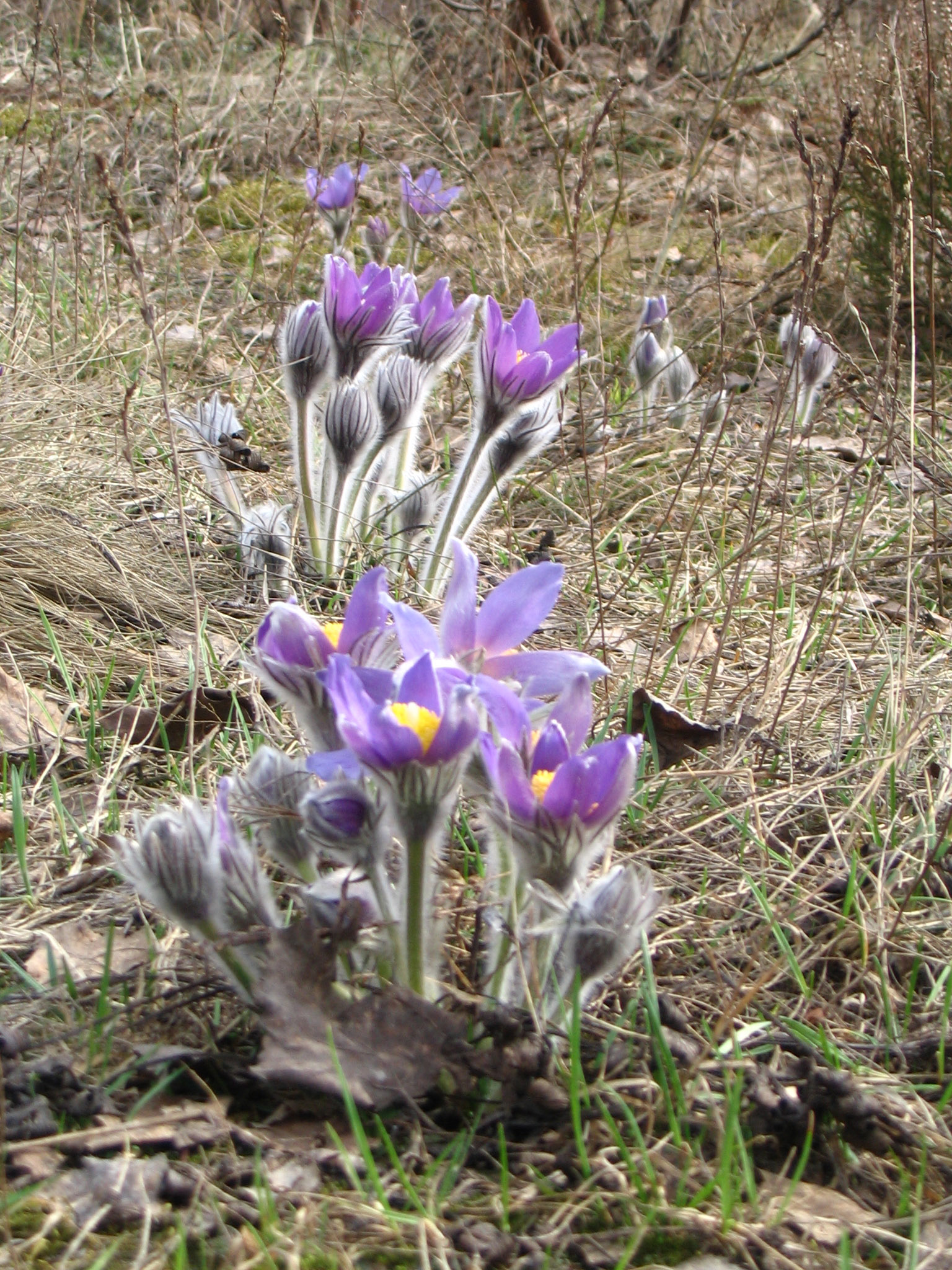
Сон-трава.

Всего на Хортице произрастает около 960 видов растений, 560 из них — представители дикорастущей флоры, 20 эндемиков. Эндемиками являются днепровский крестовник, лук савранский, сон-трава, ирисы, василёк днепровский. Кроме эндемиков, встречаются и реликтовые растения — водяной папоротник и чилим.
Целинных участков, где растут травы, на Хортице осталось совсем немного. Это склоны балок Шанцевой, Башмачки, Липовой, Громушиной, Наумовой, Широкой, Костиной, Корнетовской, Музычной, Совутиной, Молодняги и других. В балках растут остатки леса (байрачные леса), где преобладают татарский клён, дуб, вяз, чёрный и серебристый тополь, груша. Большая часть острова покрыта молодым искусственным лесом из сосны и клёна, высаженным Хортицким лесничеством. Когда-то на острове Хортица «сплошной стеной» росли дубовые леса. К началу XXI века в заповеднике насчитывается примерно 10 многовековых деревьев и несколько десятков дубов в возрасте ста и чуть более лет (самые старые из них — 300-летние), есть и столетняя дикая груша. В основном такие деревья растут в балках и плавневой части острова.
По свидетельству Д. И. Яворницкого на острове Хортица рос гигантский многовековой дуб: «Он был ветвист и колоссальной толщины, стоял в стопятидесяти саженях от Острово-Хортицкой колонии, на юг, у самой дороги, направленной через остров в длину.» По преданию дуб был сборным пунктом для запорожцев, где у них бывал совет, под дубом казаки молились перед началом похода против неприятеля. В 1775 году после праздника Троицы запорожцы в последний раз отдали честь святому дубу — распили несколько бочек горилки, отплясали казачка, и распрощались.
К 1888 году дуб засох, от него остался пень, окружность которого — 6 метров. Возможно, под этим дубом запорожцы писали своё знаменитое письмо турецкому султану.

## Животный мир
В байраках, но главным образом — в плавневом лесу на юге острова, обитают свыше 30 видов животных, 120 видов птиц, десять видов пресмыкающихся, пять видов земноводных.
Самые многочисленные среди пернатых — водоплавающие (крыжни, чирки, лыски). Многие утки остаются зимовать на плавневых озёрах и на Старом Днепре, не замерзающем даже в сильные морозы. На острове много чаек (особенно серебристых) и цапель. В 1979 году здесь зарегистрирована жёлтая цапля — гостья с юга. После длительного перерыва в хортицкие плавни вернулись чёрные крячки: моторные лодки (не все) стали, наконец, обходить эти места. Один из плавневых островков — большей частью безымянных — можно с полным основанием назвать Сови́ным. Небольшой остров (около ста метров в длину и не более пятнадцати в ширину) ничем не отличается от соседних, но совы облюбовали именно его. Зимой они слетаются сюда на днёвку.
Из дневных пернатых хищников чаще всего встречается пустельга. Чёрных коршунов краеведы насчитывают всего несколько пар. До 1977 года на острове гнездилась и пара орланов-белохвостов. Но после того, как дерево, на котором гнездились орланы, упало, птицы переселились ниже по течению Днепра, хотя по-прежнему прилетают в плавни охотиться.
На острове встречаются фазаны, которых завезли в 1950-х годах. Есть на острове и красавец-абориген — золотистая щурка, напоминающая своей окраской пернатых обитателей тропиков.
На песчаных отмелях, на топких берегах озёр можно заметить следы косули и вепря. Нашли приют на острове ондатры, лисы, зайцы, куницы-белодушки; иногда заплывают лоси. Не редок на острове симпатичный зверёк соня — мелкий грызун, похожий немного на мышь, немного на белку, но в общем не теряющий и своей индивидуальности.

## Балки, озера, скалы и прилегающие острова Хортицы
Хортица испещрена балками и озёрами, её окружают многочисленные большие и маленькие острова и скалы, которые входят в заповедную территорию.
| № | Балки                | Озёра        | Скалы                | Острова                 |
| 1 | Совутина             | Каменное     | Совутина (Три мачты) | Корнетовский            |
| 2 | Гановка              | Домаха       | Чёрная               | Растебина               |
| 3 | Костина              | Прогной      |                      | Малая Хортица (Байды)   |
| 4 | Липовая              | Рисовое      |                      | Дубовый                 |
| 5 | Олений Рог (Широкая) | Головковское |                      | Три столба              |
| 6 | Генералка            | Речище       |                      | Дурная скала            |
| 7 | Великая Молодняга    | Осокоровое   |                      | лавы Скопцева и Переймы |
| 8 | Наумова              |              |                      |                         |

### Острова
Три Столба.
У северной части острова Хортица возвышаются острова: Диван или Кресло Екатерины (Екатеринин Хрещенник), Средний Столб и Похылый, образующие островную группу Три Столба.
Остров Диван Екатерины народная легенда связывает с именем русской императрицы Екатерины II, которая во время путешествия в Крым в 1787 году якобы здесь задержалась. Скала действительно похожа на диван, но императрица на ней никогда не останавливалась.

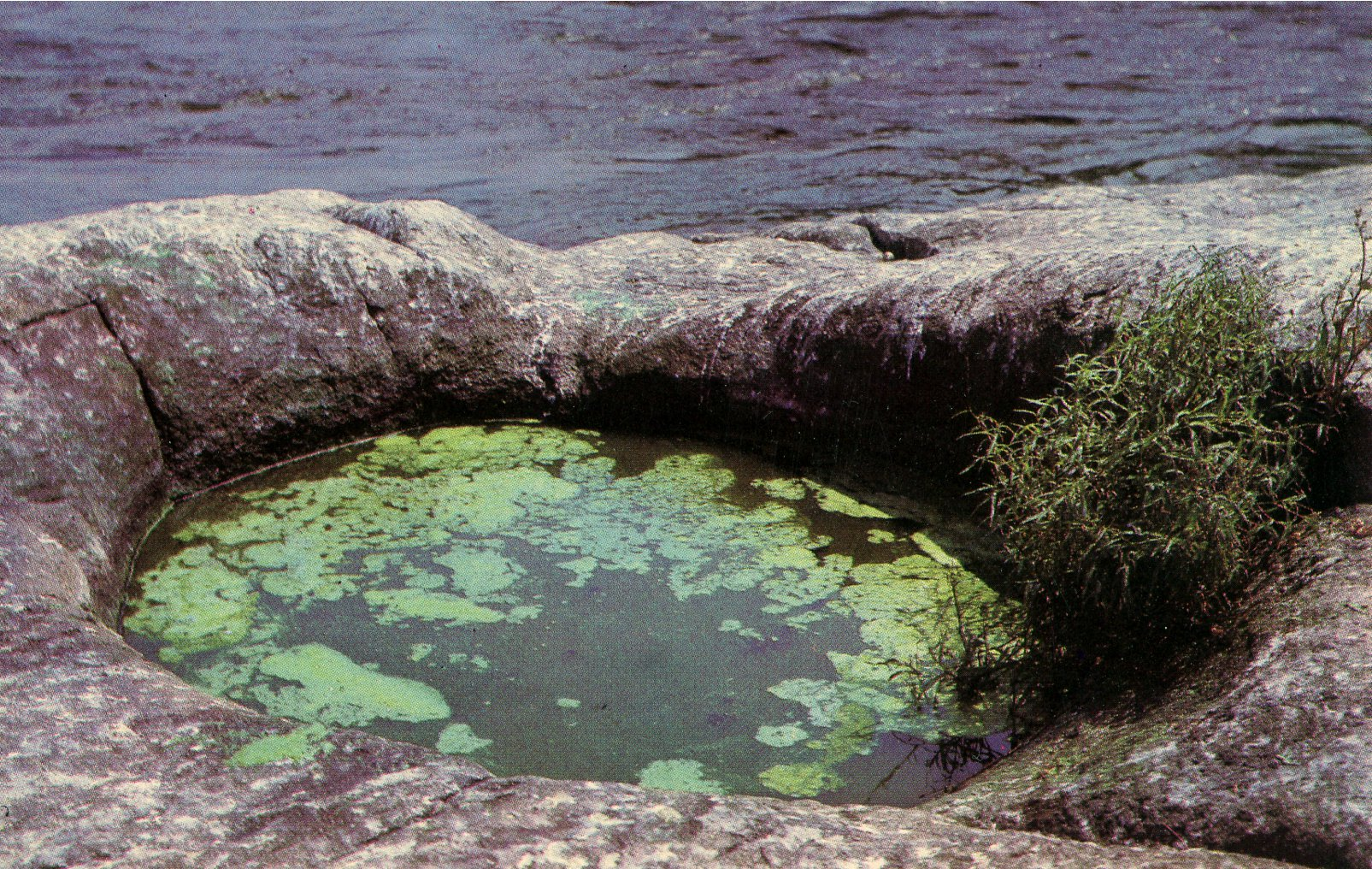
Углубление «Казацкая миска» на скале Средний Столб.

На Среднем Столбе расположена глубокая яма (диаметр 2 м, глубина до 1,4 м), которую называют «Казацкая миска». Углубление является природным образованием, лишь частично обработанным людьми. Согласно народным преданиям, «в солнечные жгучие дни в этой миске казаки варили галушки и кормили друг друга полутораметровыми ложками через миску». В 1927—1929 годах на Среднем Столбе археологами обнаружено энеолитическое поселение людей конца IV тыс. до н. э. — среднестоговская культура (по ошибке дано название от соседних скал Стогов).
Название третьего Столба — Похы́лый (рус. наклонный), образовалось от формы скалы.
Польский писатель Г. Подберезовский, путешествуя по Днепру в 1860 году, назвал Три Столба «Геркулесовыми Столбами», связав их с легендой Геродота о встрече Геракла со змееногой богиней и происхождении скифов. До середины XIX века Три Столба соединялись с Хортицей песчаной косой, поросшей деревьями и кустами, которая была смыта наводнением.
Два Стога. По левую сторону от Столбов стоят камни — Два Стога, которые немного похожи на скирды соломы. Сейчас чаще используются другие названия — Два Брата или Близнецы.
Дубовый. С северной стороны Хортицы перед ДнепроГЭС лежит Остров Дубовый, который нередко называют Средним, Тополиным или Черепахой (по его форме).

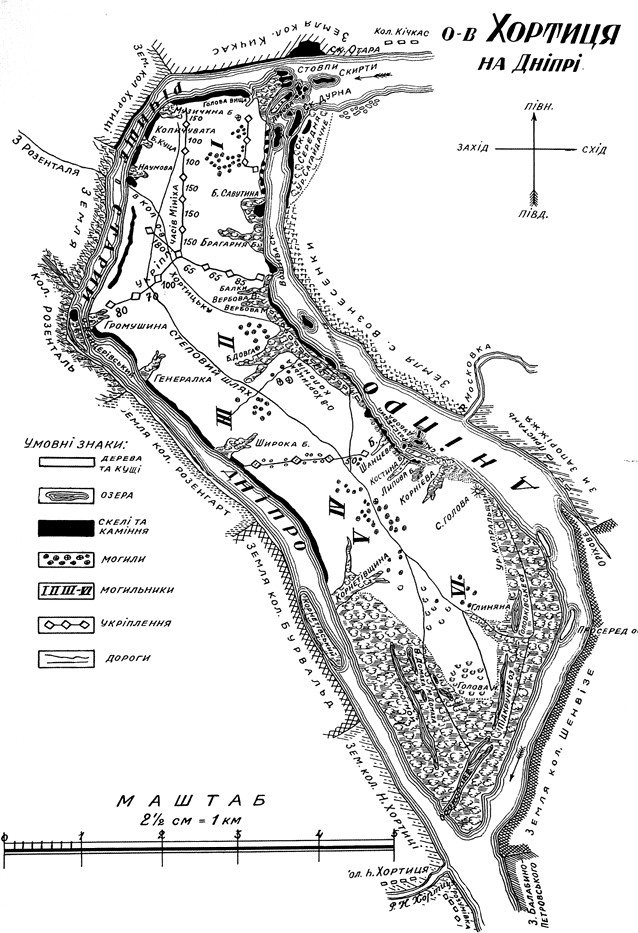
Карта о. Хортица, составленная Яковом Новицким

Скалы Дурная и Средняя (скала Сагайдачного) выступают между урочищем Сагайдачного, расположенным на левом берегу Днепра напротив Хортицы, и самой Хортицей. По народным преданиям, на Дурной скале казаков подвергали наказаниям. Летом она очень прогревалась и была такой горячей, что на ней нельзя было устоять босым. Провинившегося казака привозили на скалу в самое жаркое время, где он и отбывал наказание. По словам лоцманов, такое название дано ей из-за того, что она «села среди Днепра некстати, по-глупому». В других легендах сообщается, что на скале Дурной войско Петра I казнило запорожских казаков за сотрудничество с Мазепой и Карлом XII (1709 г.) — поэтому скалу прозвали Казной, или Дурной. Согласно плану ретраншементов XVIII-го века на Дурной скале находился чумной лазарет. Запорожцы все инфекционные болезни называли «дурными», то есть такими, которые невозможно предусмотреть в отличие от травм и ранений. Поэтому, вероятно, за скалой закрепилось такое название.
На Средней скале в 30-х годах XIX столетия можно было увидеть оригинальный камень под названием «Люлька» (рус. курительная трубка), похожий на настоящую трубку с чубуком и протычкой. Там же находилось «лижко» (рус. кровать) или «кресло Сагайдака» — вероятно, обработанный камень с выдолбленным углублением для возлежания человека. В 1883 году камень был взорван двумя жителями Александровска (название Запорожья до 1921 года). На Средней скале археологами найдена стоянка эпохи неолита с остатками черепков посуды, ретушированного кремня, костей рыб и зверей. Скалы Дурная и Средняя были значительно повреждены во время строительства ДнепроГЭС и шлюза.
Корнетовский остров. В русле Старого Днепра возле южной части острова виднеется песчаный остров Корнетовский — место постоянного пристанища рыбаков. На Хортице раскинулось урочище Корнетовщина (Корнелехт у немцев-меннонитов, вероятное место, где дробили зерно). Урочище включает балки Корнетовскую и Корнейчиху.
Скалы Гавунивская и Каракайка, расположенные за балкой Генералка рядом с длинным песчаным побережьем, названы именами запорожцев Каракая и Гавуна, которые здесь занимались рыболовством. Рядом с этими скалами находится туристический пляж.

### Балки

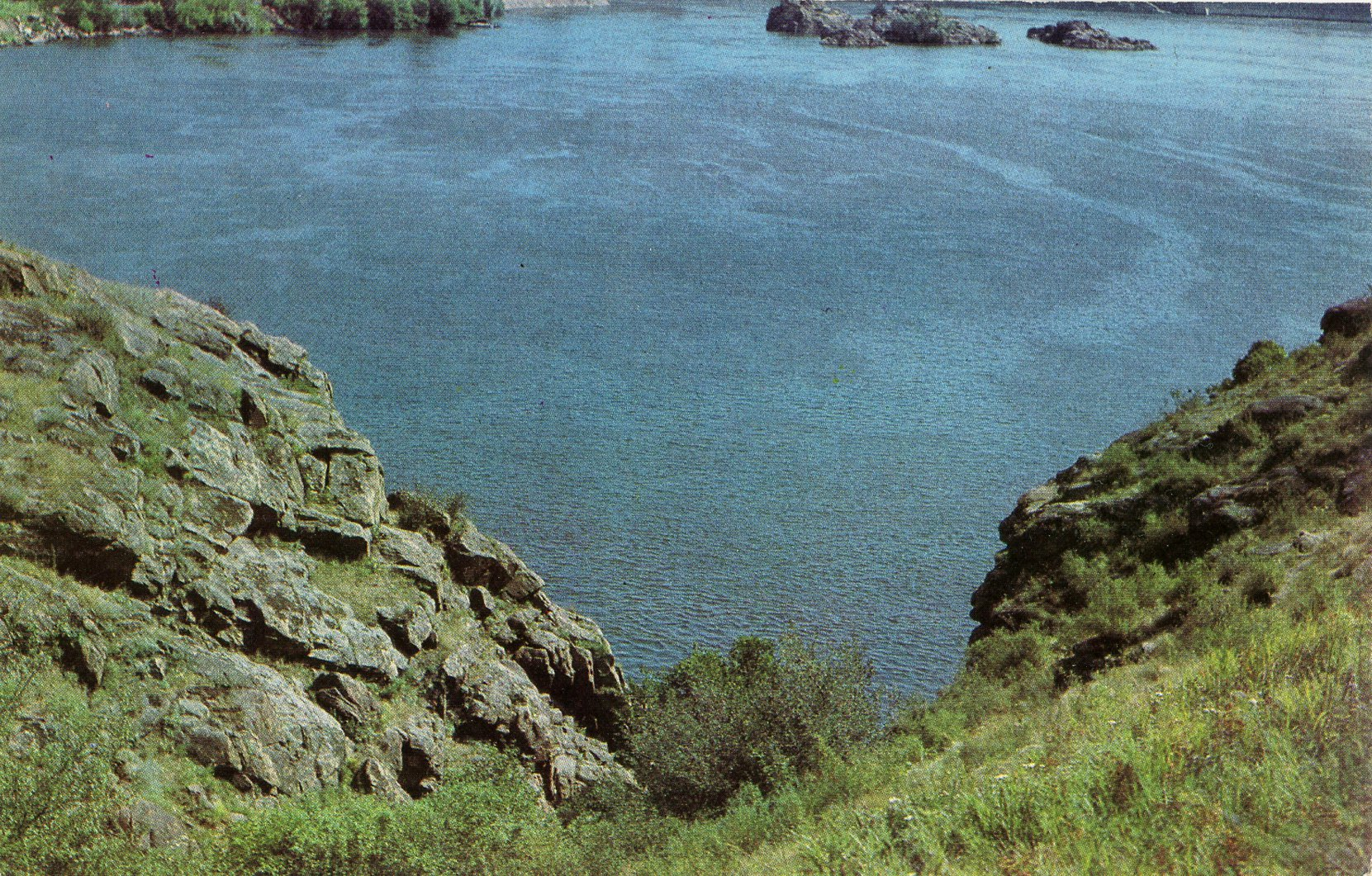
Балка Сечевые ворота на острове Хортица

Более двух десятков больших и малых балок изрезают берега Хортицы с восточной и западной сторон. Почти у всех балок есть свои имена.
От расположенной на северной оконечности острова Совутиной балки на юг по руслу Старого Днепра идут балки: Чавунова (Сечевые ворота), Музычина, Наумова, Громушина, Каракайка, Генералка, Широкая (Оленья), Корнейчиха, Корнетовская.
С восточной стороны, по руслу Нового Днепра следуют балки: Великая Молодняга, Ушвывая, Ганновка, Шанцевая, Башмачка, Костина, Липовая, Капралка (Корнеева).
Балки — своеобразные природные резервации острова. Их склоны покрывает степное разнотравье, а во впадинах можно встретить остатки овражно-байрачных лесов.
В балке Громушина находится родник с чистейшей водой.

## История

### Первопоселения на острове
Человек появился на острове ещё в эпоху палеолита и мезолита, но первые существенные исследованные поселения относятся к эпохе бронзы (III—II тыс. до н. э.), от которых остались многочисленные погребения, городища и культовые сооружения.
С VII по III столетие до н. э. остров населяли скифы. Бо́льшая часть найденных на острове курганов, а их 129, относится к скифской цивилизации. В основном они являются усыпальницами. Возле балки Совутиной в V—III столетии до н. э. находилось целое городище. На его месте найден защитный вал, ров и жилые сооружения.
Ниже острова по течению Днепра после порогов проходил водный путь из варяг в греки.

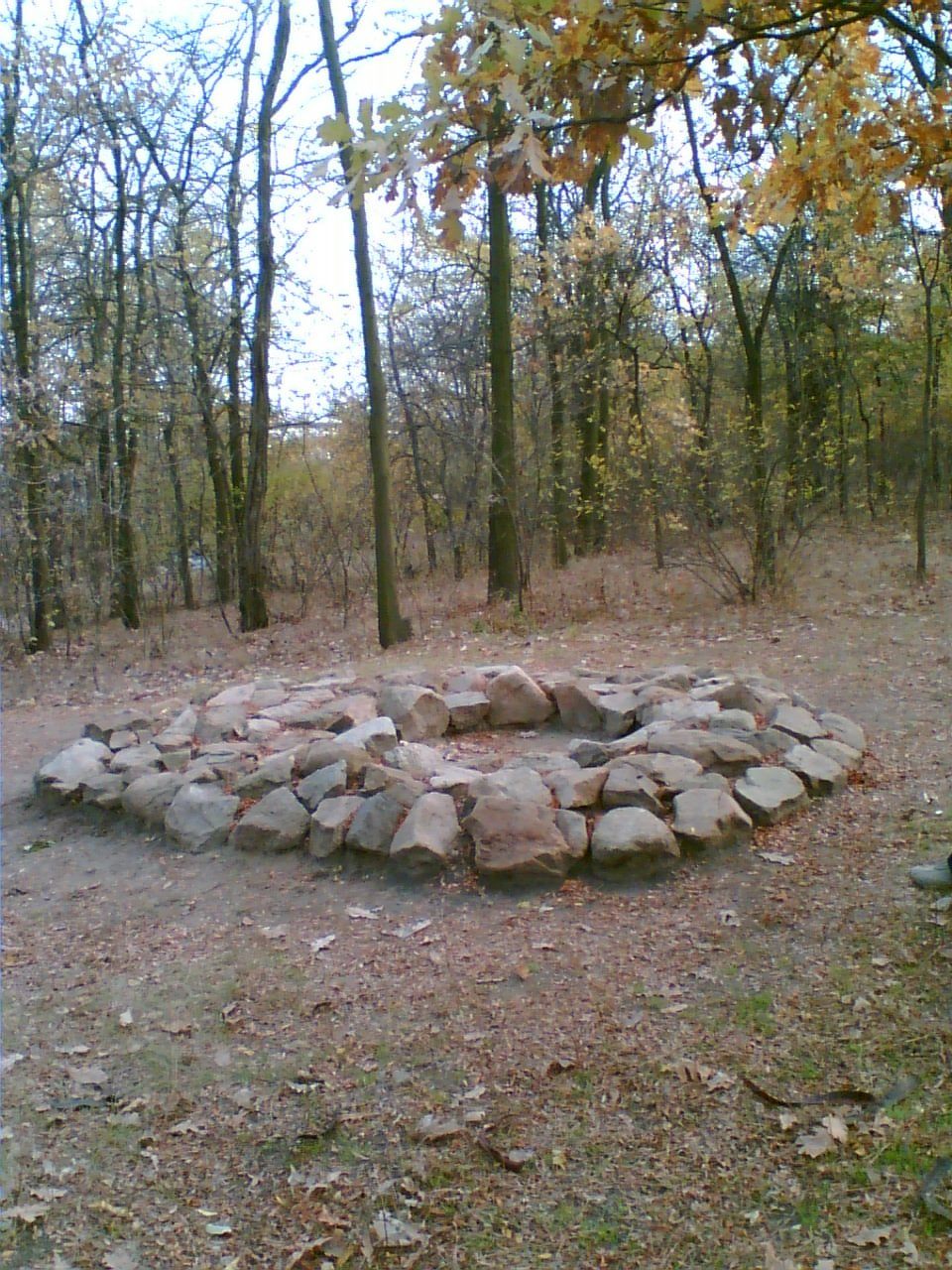
Капище эпохи неолита (реконструкция)

Чтобы обойти пороги приходилось местами тянуть лодки по берегу реки. Порожный участок реки от нынешнего города Днепр до Запорожья растянулся почти на 75 км, перепад уровня воды на этом участке составлял ~50 м. После изнурительного «волока» путешественники (купцы, воины) отдыхали на острове. Место, где сейчас находится плотина ДнепроГЭС, было самым узким (~175 м) в низовьях Днепра, поэтому здесь была известная в Таврии переправа через Днепр — Кичкас, через которую проходило одно из ответвлений Муравского шляха — путь нападения крымских татар на Правобережную Украину и Речь Посполитую. Кроме переправы, это место было удобно для засад, так как люди, приплывавшие со стороны Чёрного моря, перед порогами вынуждены были сходить на берег. Здесь промышляли скифы, печенеги, половцы, а впоследствии и крымские татары, турки, славяне.
Первое упоминание об острове Хортица известно со времён Киевской Руси. Так в трактате «Об управлении империей» византийского императора Константина VII Багрянородного упоминается «остров святого Григория» ниже днепровских порогов. Согласно некоторым спискам трактата об «Об управлении Империей» Хортица называлась в то время островом не святого Григория, а святого Георгия. Именно к святому Георгию Победоносцу (Юрию, Егорию Вешнему) перешли в христианстве функции Ярилы. Иван Бунин писал: «Я отправился на знаменитый „Остров св. Георгия“ — Хортицу и долго блуждал по нем, отыскивая хоть каких-нибудь следов старой Сечи. Но остров был тих и пустынен… Только земляные валы, заросшие травой, говорили о том, что когда-то тут были воинские станы..»

### Хортица в периодКиевской Руси
Остров помнит киевских князей Аскольда и Дира, Олега, Игоря и княгиню Ольгу. Существует мнение, согласно которому именно на Хортице погиб в бою с печенегами князь Святослав, возвращавшийся со своей дружиной из болгарского похода. Это случилось весной 972 года, возле Чёрной скалы. Несмотря на находку при строительстве ДнепроГЭС древнерусских мечей X столетия, воспринятую в качестве доказательства «хортицкой гипотезы», современные учёные не считают возможным установить реальное место гибели Святослава.
В 1103 году на острове останавливался князь Святополк Изяславович со своим войском. Запись об этом есть в Ипатьевской летописи:

И поидоша на коних и лодьих, и поидоша ниже порог и сташа в Протолчех и в Хортичим острове…".
В 1223 году Хортица была местом сбора русских князей, перед трагической битвой с монголо-татарами на р. Калке. Место для сбора было выбрано не случайно. В то время в приплавневой части острова (на берегу Осокорового острова) был военный форпост русичей-бродников, которые контролировали движение через Протолчий брод. Археологические исследования дают основание полагать, что этот форпост возник чуть ли не в V—VII веке нашей эры. Поселение бродников исчезло во время присоединения земель к Великому княжеству Литовскому.

### Запорожское казачество

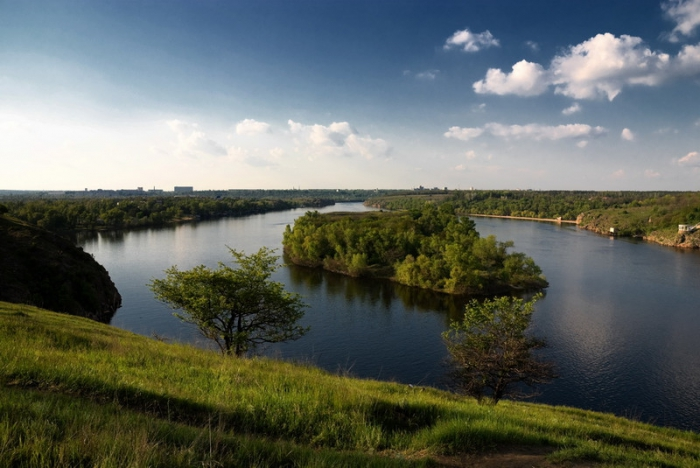
Малая Хортица

В XVI веке Дмитрий Вишневецкий на соседнем небольшом острове Малая Хортица основал дерево-земляной замок, который считается прототипом Запорожской Сечи. Опираясь на этот форпост, Вишневецкий в 1556 году организовал два похода в турецкие и крымские владения (на города Очаков и Ислам-Кермен). Позже остров и рядом с ним Кичкасскую переправу контролировали казаки Запорожской Сечи.

### Русско-турецкая война 1735—1739 годов
На Хортице сохранилось несколько линий земляных укреплений времён русско-турецких войн XVIII века, сооружённых войсками, под руководством генерал-фельдмаршала Миниха. Лагеря русских войск стояли в северо-западной части Острова, в балках — Громушина, Музыкальной и У Перевоза, см. на интерактивной карте острова. Дата обращения: 25 октября 2009. Архивировано из оригинала 2 июля 2011 года..
В 1736 году на острове Байда была заложена Ново-Запорожская верфь и крепость, в которой были построены две офицерских, 8 солдатских землянок и 31 казацкий курень. На верфи и в Брянске были спущены один прам, 40 галер, 30 бригантин, 60 ластовых судов, 20 венецианских ботов и 50 байдаков, но все эти суда были слишком малы и не мореходны и не годились для выполнения главной цели — морского боя с османскими кораблями. Большое количество судов, которые строились в Брянске в 1736 году, при переходе через днепровские пороги получали значительные повреждения или тонули. Поэтому командование русской армии приняло решение о строительстве корабельной базы за порогами. Согласно архивным сообщениям, при верфи в период 1738—1739 гг. базировалось около 400 судов разных типов.
В это время Хортицу посещал известный флотоводец, вице-адмирал Н. А. Сенявин.
После окончания войны, а также из-за распространения в армии эпидемии чумы, русские войска оставили Хортицкий остров и Запорожскую верфь, см. страницу об острове Байда

### Во владенииПотёмкина
После ликвидации Сечи Хортица, как подарок Екатерины II, досталась князю Григорию Потёмкину. По приказу Потёмкина на острове был заложен сад, охранять который поставили старого капрала, жившего рядом в землянке. С тех пор местность (урочище) носит имя Капралово, а курганы, которые находились на самой высокой точке Хортицы, — Потёмкинские.
На острове была проложена почтовая дорога с севера на юг от Высокой могилы до переправы возле Наумовой балки. Говорили даже, что Потёмкин решил свой дворец соединить мостами через Днепр. Об этом свидетельствуют не только архивные материалы, но и путевые дневники академика Петербургской академии наук исследователя природы Василия Фёдоровича Зуева, а также фотокопия плана известного краеведа В. Г. Фоменко. Полное название — «План сада на Хортицком острове Светлейшего князя Григория Александровича Потёмкина из показаний на одном разных строений», где показаны на местности, изрезанной балками, дом, каретный сарай и конюшни, турецкий дом, китайский храм, храм победы и даже египетская пирамида.
В 1789 году Потёмкин передал Хортицу государственной казне.

### Меннониты
В 1789 году на левом берегу острова Хортица поселилась небольшая (из 18 семей) колония немцев-меннонитов, прибывших из-под Данцига. Переселенцы получили льготы — каждый член семьи получал 65 десятин земли. Семье предлагалась финансовая помощь в 500 рублей. Кроме этого, немцы навсегда освобождались от службы в армии и от уплаты налогов в течение 30 лет.
Немцы застали остров безлюдным. Жил там лишь один старый солдат, охранявший сад посаженный при Потёмкине. Сад состоял из молодых фруктовых деревьев разных сортов. После заселения немцы пересаживали молодые деревья в свои сады, поскольку в безлюдном на то время крае достать фруктовые деревья было негде.
Сначала немцы хотели расселиться по всему острову, но это оказалось неудобно и опасно: на них нападали разбойники и поселенцы, жившие напротив острова, на левом берегу Днепра в Александровской крепости и вокруг. Последние совершали грабежи и убийства, поэтому немцы основали компактную колонию. К концу XIX века в колонии Хортица насчитывалось три тысячи жителей.

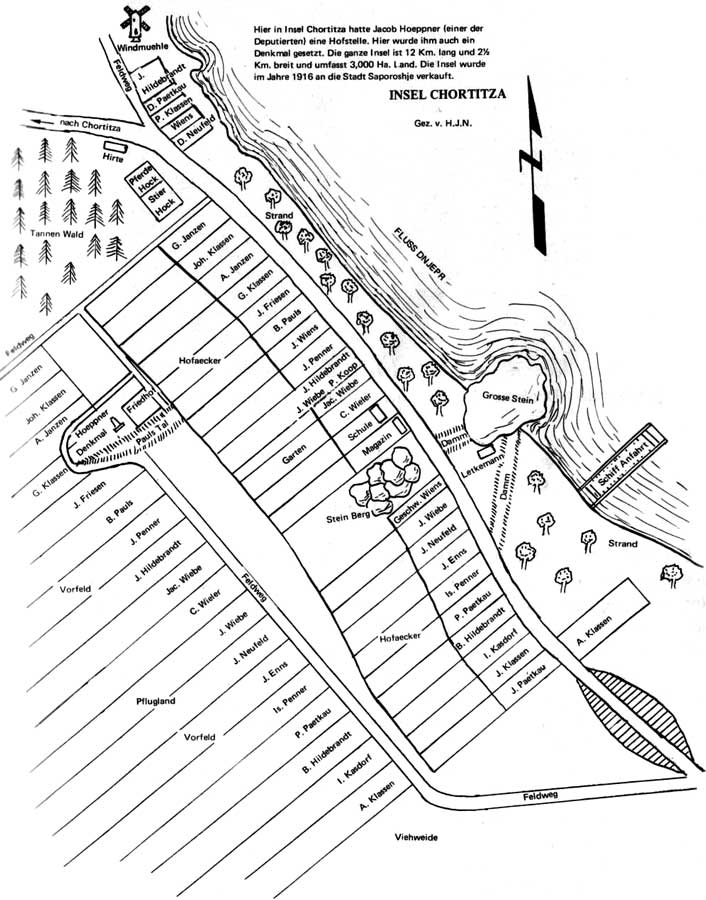
Карта схема колонии «Остров-Хортица», 1867 г. На месте, помеченном как «Grosse Stein», в настоящее время находится профилакторий завода «Днепроспецсталь».

Торговля лесом была одной из самых прибыльных статей дохода колонистов. Они пользовались лесом только для непосредственных хозяйственных нужд. Из отчётных записей бывшего члена совета по ведению лесного хозяйства Ивана Петерса (1796—1881), представленных Попечительству, узнаём о наличии леса на острове Хортица в 1857 году. По его подсчёту, возрастных деревьев числилось: дуба — 49000, берёзы — 4000, липы — 1000, груши — 4500, из которых на возвышенной поверхности острова — 2000, смешано с другими породами — 2500. Из этого можно заключить, что Петерс в приблизительных цифрах перечисляет более ценные породы леса, не касаясь тополей, ивы и лозняка, растущих здесь в изобилии.
В 1876—1877 годах населением Александровска и Вознесенки начались массовые браконьерские вырубки леса. Охрана, выставленная губернским правительством вдоль берегов реки, не могла их остановить. В эти годы был вырублен лес по восточному и западному берегу острова. В 1883—1884 годах произошёл новый всплеск браконьерства, когда за 3—4 недели было вырублено ещё 35 десятин леса. Не имея возможности защитить островной лес, в 1884 году меннониты решили его продать. В декабре 1916 года немцы, жившие на Хортице, продали остров Александровской городской управе за 772 тысячи 350 рублей.

### Кладбища
В конце 19 века на острове было «кладбищ четыре: одно вдоль Савутиной балки с юго-восточной стороны, второе на северо-западном конце острова, вдоль круч седого Днепра, а два остальных, самых больших, — с западной стороны вблизи балки Куцая и перевоза через старый Днепр».

### Известные люди на Хортице
Хортицу часто посещали выдающиеся люди.
На склонах острова есть Шевченковская тропа (поэт побывал здесь в августе 1843 года). В 1878 году на Хортицу приезжал композитор Н. В. Лысенко.
Весной 1880 года на острове побывал И. Е. Репин, работая над этюдами, которые были использованы в картине «Запорожцы». В этой творческой экспедиции И. Репина сопровождал его ученик — юный Валентин Серов. В 1891 году Хортицу посетил Максим Горький, несколько позже — Иван Бунин.

### Советский период
14 марта 1927 года началось строительство ДнепроГЭСа.
В 1927—1928 годах на Хортице строятся сооружения технического предназначения: водопровод, водонасосная станция, через Новый Днепр организовывают паромную переправу.

Пионерский лагерь «Чайка», 1985

В феврале 1928 года начинается строительство мостов. Главным архитектором проекта был М. Стрелецкий. Материал для каменной кладки мостов и гранит для их облицовки, поставляли с карьеров, оборудованных на острове Хортице. Мосты были сданы в эксплуатацию 5 сентября 1931 года.
В 1958 году к имени острова добавился первый титул — памятник природы местного значения. С августа 1963 года распоряжением Совета Министров Украинской ССР Хортица объявлена памятником природы республиканского значения, а с сентября 1965 года ещё и государственным историко-культурным заповедником.
Хортица является частью геологического заказника «Днепровские пороги», основанного в октябре 1974 года.
9 ноября 2005 г., решением № 5 24-й сессии запорожского городского совета, вся земля Хортицы и островов Байды, Дубового, Растебина, Трёх Стогов, скал Средней и Близнецов, а также Урочища Вырвы (всего 2359,34 га) передана в постоянное пользование Национальному заповеднику «Хортица».

### Настоящее время
На острове девять посёлков, где проживают почти две тысячи человек. Из них только три посёлка находятся на балансе города, остальные юридически не принадлежат никому[прояснить], десятки гектаров острова заняты незаконными застройками.
В северной и северо-западной части острова тренируются альпинисты. Здесь некоторые скалы достигают 40 метровых высот.

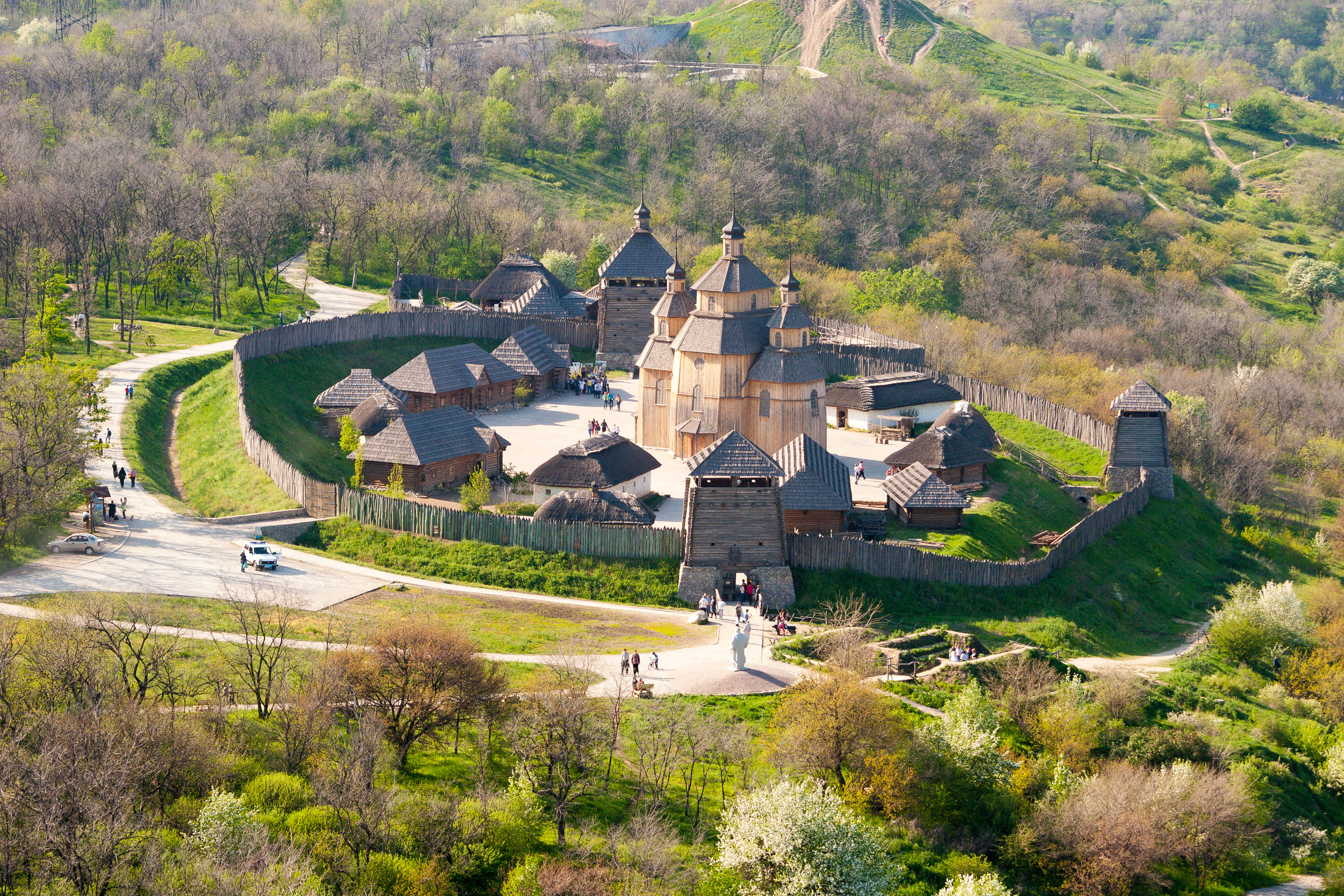
Историко-культурный комплекс «Запорожская Сечь»

Остров очень замусорен, по вине людей здесь часто случаются пожары. Туристы часто оставляют мусор в местах, где отдых запрещён: в зоне береговой полосы или в плавневой части, где гнездятся птицы, нерестится рыба, расположены прекрасные внутренние озера с белыми кувшинками.
Экологи бьют в набат: большое количество отходов и частые возгорания причиняют серьёзный вред экологии острова. Например, звери и птицы покидают Хортицу, а некоторые виды вообще исчезают. Ha выгоревшей почве флора восстанавливается очень медленно.
99 % мусора оставляют так называемые «отдыхающие дикари». С 2009 года реализуется проект по утилизации твёрдых бытовых отходов в Национальном заповеднике «Хортица». К концу 2012 года предполагается создать инфраструктуру для раздельного сбора мусора на острове.
В 2011 году в Днепре у острова Хортица был найден древнерусский меч каролингского типа, датируемый серединой X века. Подобные находки были и раньше — при строительстве ДнепроГЭСа в начале XX века, было найдено пять мечей такого типа, но все они бесследно пропали во время Великой Отечественной войны.
На острове Хортица функционирует большое количество экологических, социо-культурных, религиозных общественных организаций. Среди них следует выделить «Спас», «Русский православный круг», «Оберег». Также проводятся постоянные патрули на лошадях сотрудниками заповедника во избежание разведение огня и предотвращение пожаров. Разведение огня на острове запрещено — штраф составляет от 1700 гривен.

## Историко-культурный комплекс «Запорожская Сечь»
Строительные работы по возведению историко-культурного комплекса «Запорожская Сечь» начались в ноябре 2004 года (закладка состоялась 14 октября 2004 года). Генеральным спонсором его строительства в 2005 году выступил комбинат «Запорожсталь». Стоимость комплекса составила около 13 миллионов гривен, при этом государство не участвовало в финансировании строительства «Сечи».
В 2010 году в эксплуатацию была введена первая очередь комплекса. На территории комплекса проводятся театрализованные представления и даже всеукраинские фестивали, жителей Запорожья и гостей города приглашают на экскурсии.
В комплексе функционируют экспозиционные объекты «Дом кошевого атамана», «Войсковая канцелярия», «Курень» и «Церковь Покрова Пресвятой Богородицы», где воссозданы интерьер, предметы, которые характерны для времён казачества.
Хортица является важным объектом туризма. В 2010 году туристические объекты заповедника посетили свыше 250 тысяч человек.

## Галерея

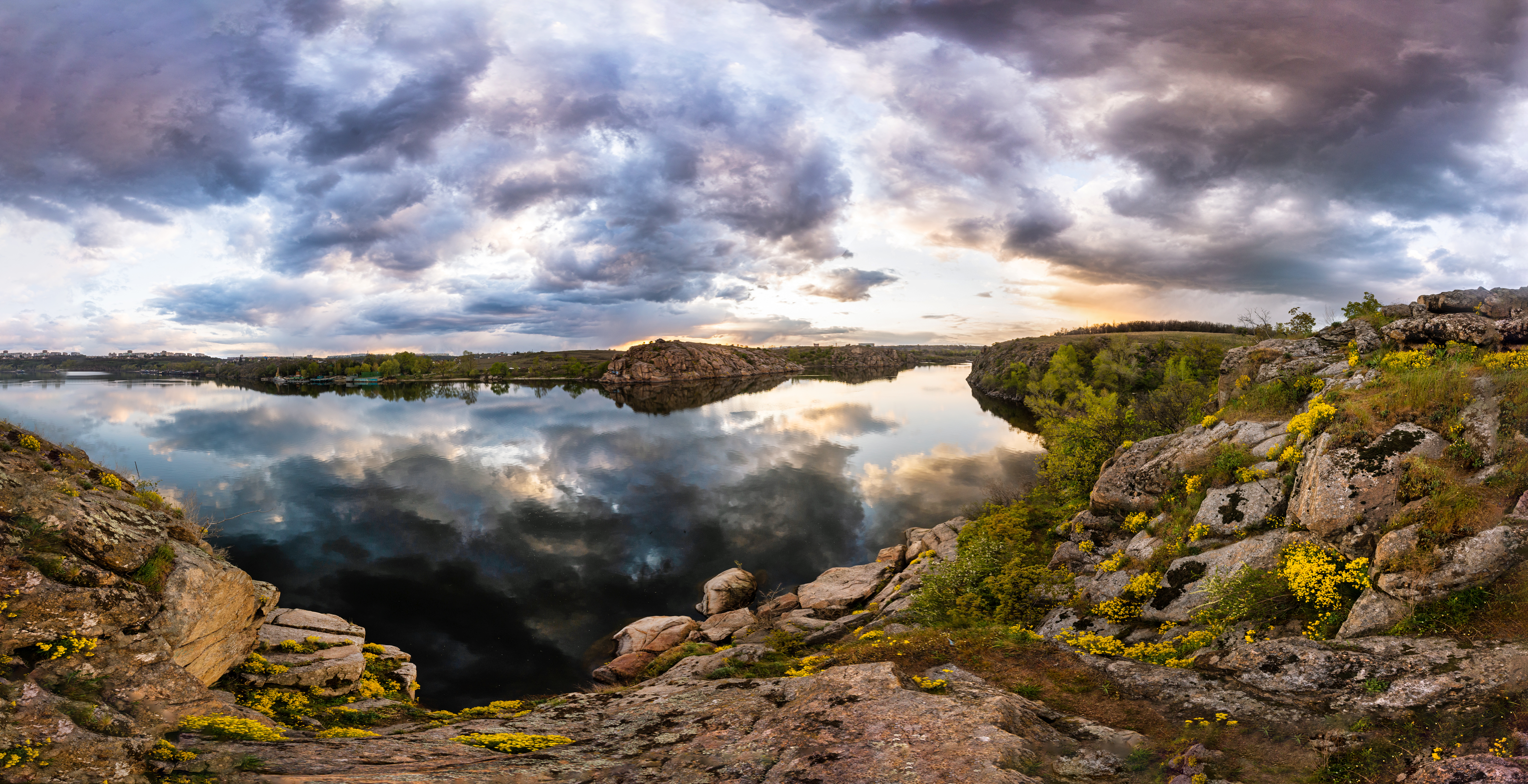
Северная скалистая часть Хортицы и ДнепроГЭС
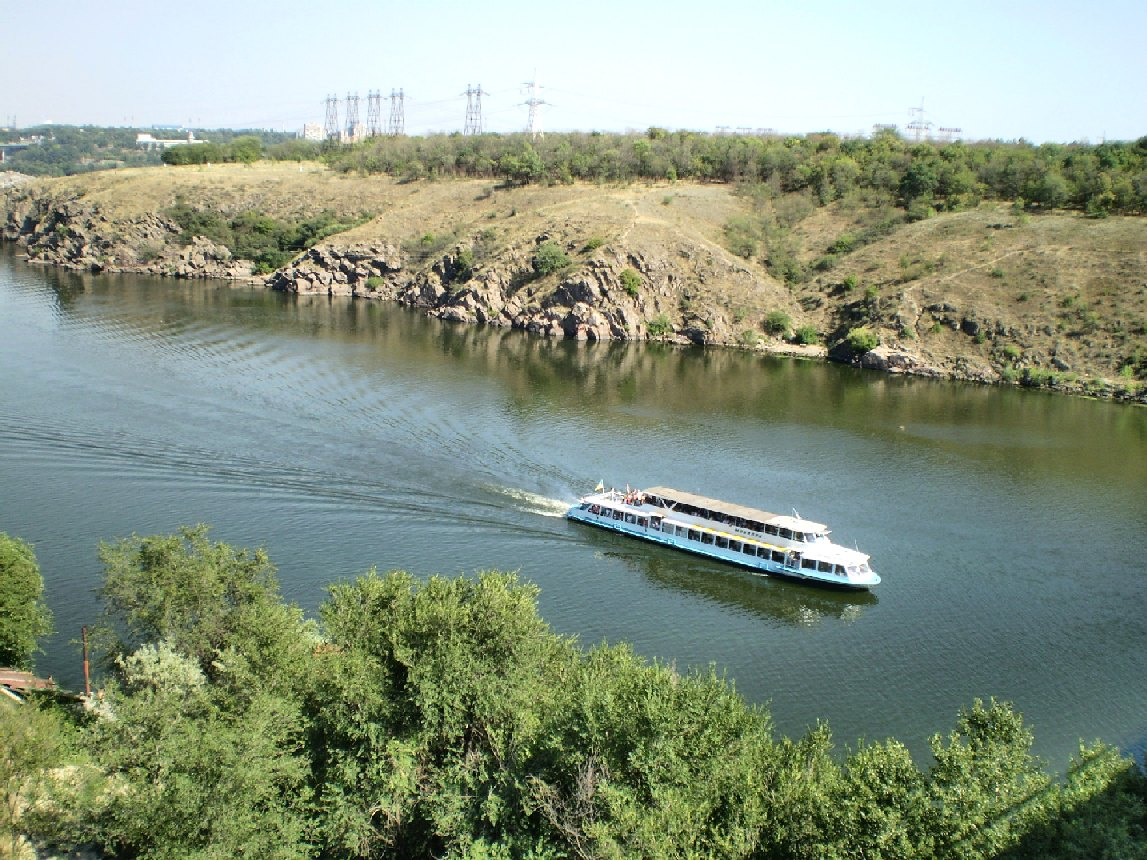
Днепр и северо-восточный берег Хортицы
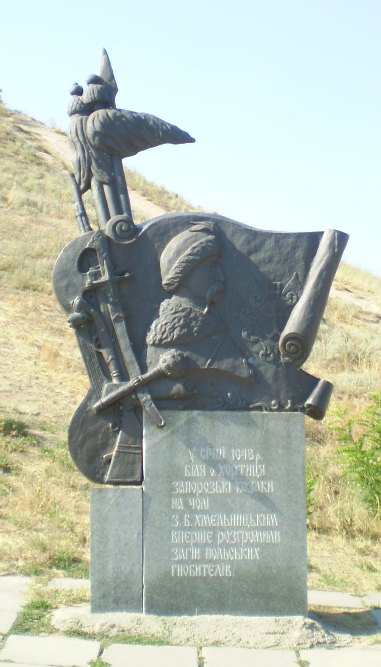
Памятник в честь разгрома поляков запорожскими казаками во главе с Богданом Хмельницким
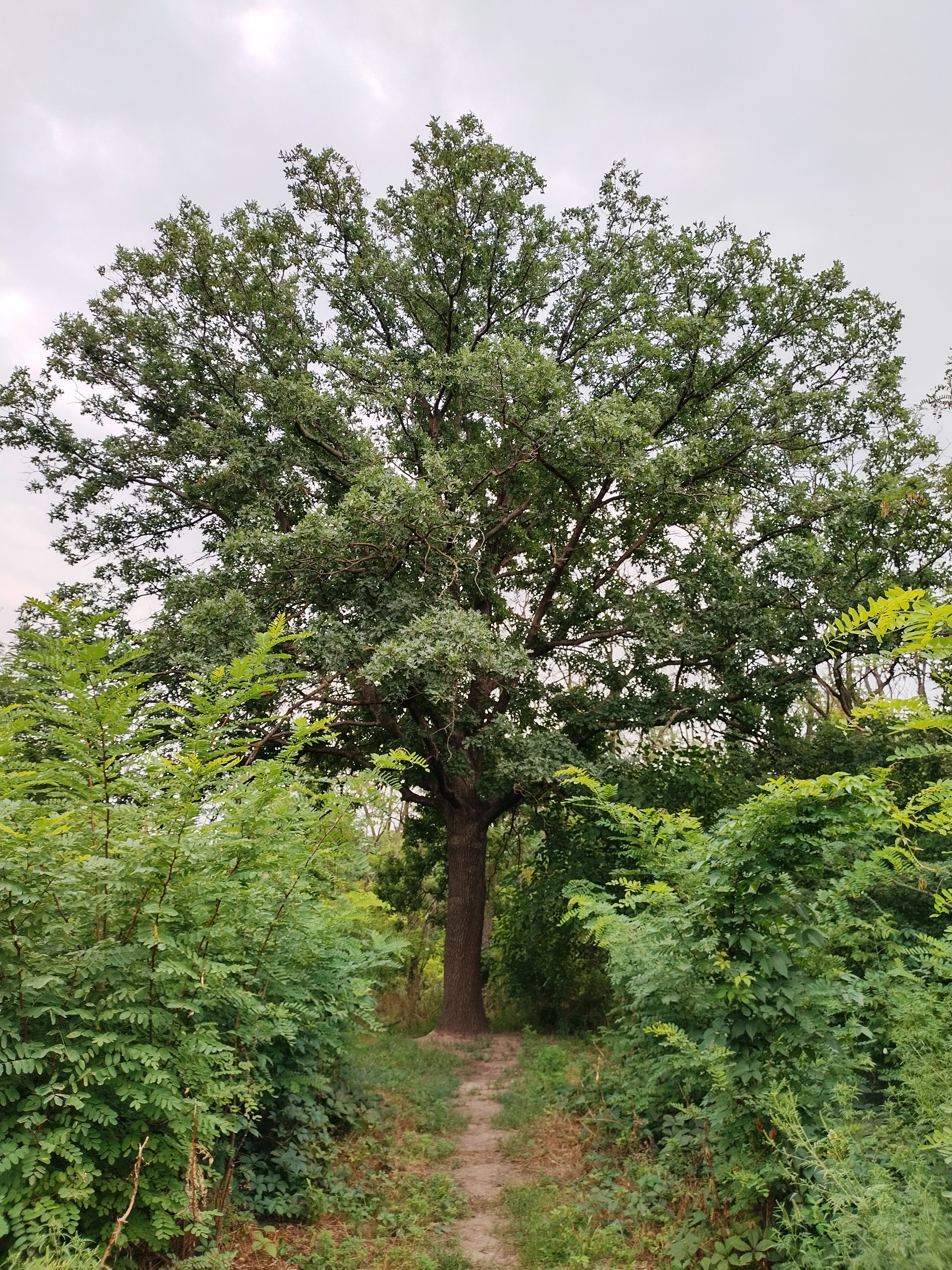
Священный Хортицкий дуб
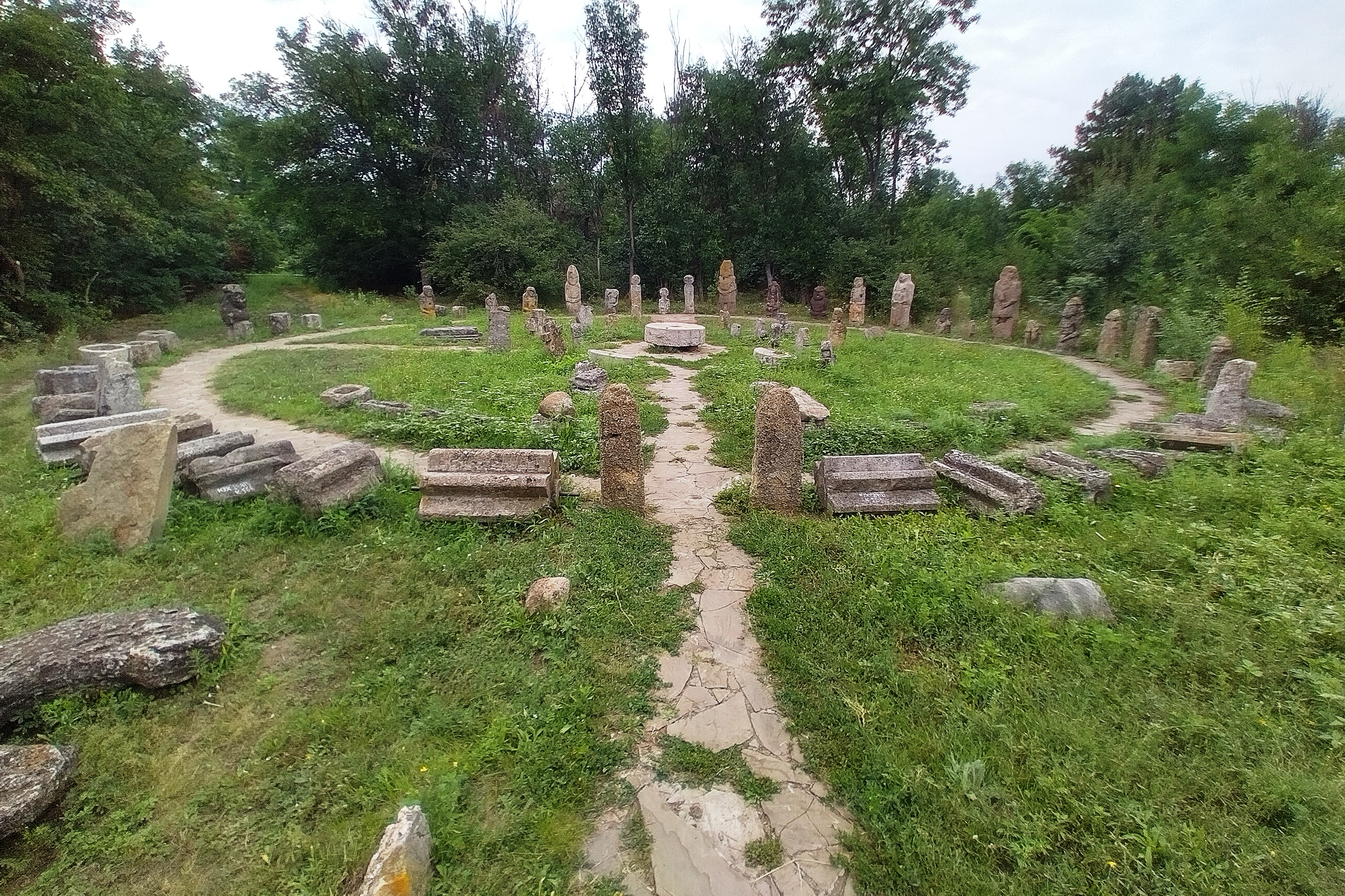
Лапидарий на территории мемориально-туристического комплекса «Скифский стан»
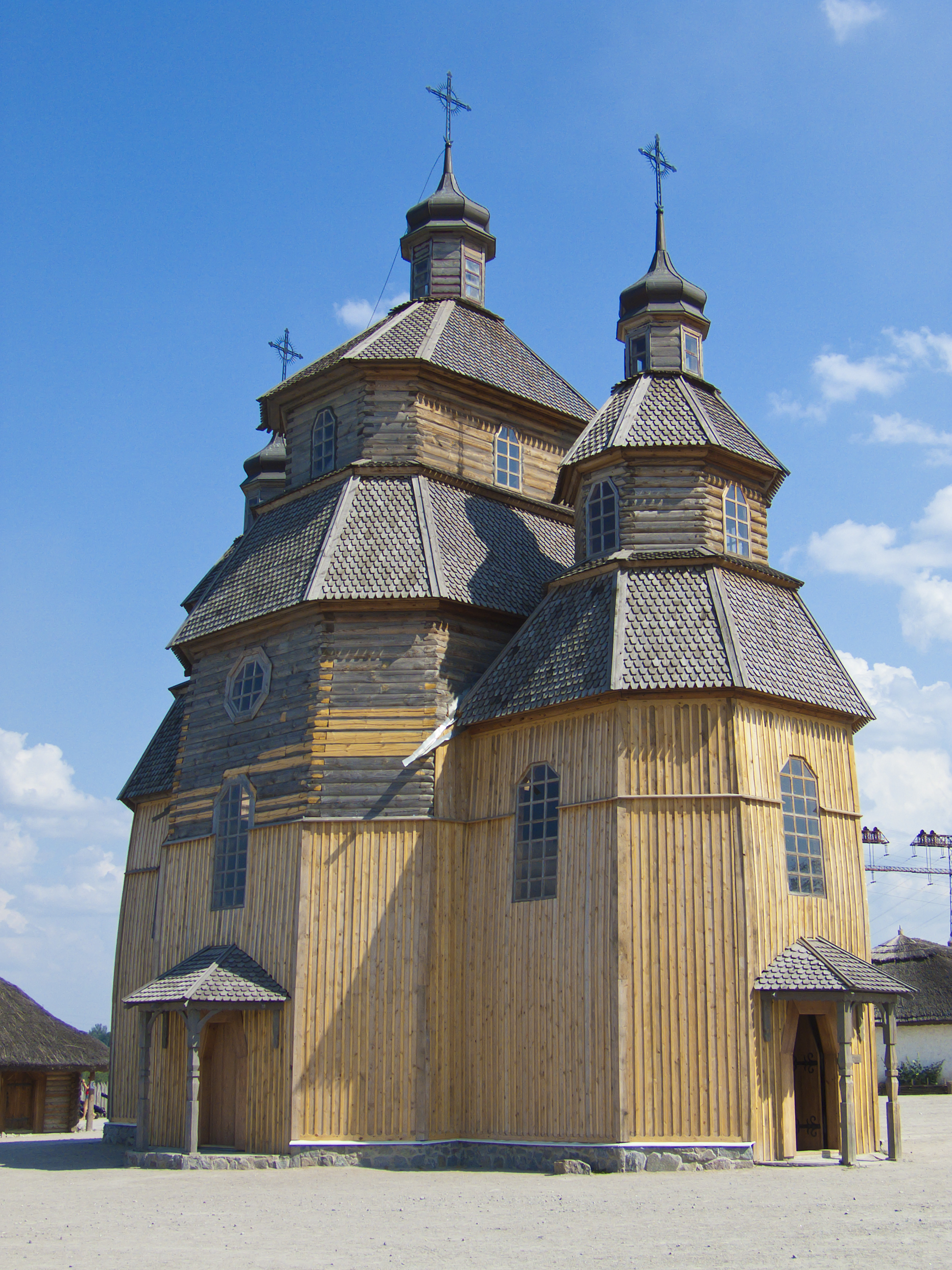
Покровская сечевая церковь